# هماوردی منچستر یونایتد و لیورپول
هماوردی منچستر یونایتد و لیورپول، بازی که گاهی به عنوان دربی شمال غربی نیز شناخته می‌شود، یک رقابت بین شهری بین باشگاه‌های فوتبال حرفه‌ای انگلیس، منچستریونایتد و لیورپول است. برخی بازیکنان، هواداران و رسانه‌ها، بازی بین دو باشگاه را بزرگ‌ترین رقابتشان می‌دانند، حتی بالاتر از دربی‌های محلی خودشان، با اورتون و منچستر سیتی.
این دو باشگاه پرافتخارترین باشگاه‌های فوتبال انگلستان هستند که مجموعاً ۱۳۴ جام مختلف را کسب کرده‌اند. در مسابقات داخلی، اروپایی و جهانی هستند. بین آنها ۴۰ عنوان لیگ، ۲۰ جام حذفی، ۱۶ جام اتحادیه، ۳۷ جام اتحادیه فوتبال، ۹ جام اروپا/لیگ قهرمانان یوفا، ۴ جام یوفا، یک جام برندگان جام یوفا، ۵ سوپرکاپ یوفا، یک جام بین قاره ای و ۲ جام باشگاه‌های جهان. از سال ۲۰۲۴، منچستر یونایتد از نظر مجموع جام‌های کسب شده، با رکورد ۶۸ جام در مقابل ۶۷ جام، پیشتاز بود، اگرچه یونایتد در رکورد رو در روی دو تیم با ۸۳ برد در مقابل ۷۱ جام پیشتاز است. ۵۹ بازی باقی مانده با تساوی به پایان رسیده است. همچنین بسیاری از هواداران این دیدار را دربی نفرت می‌نامند. این هماوردی به دلایل اقتصادی و تاریخی و صنعتی بین دو شهر منچستر و لیورپول همواره از حساسیت بالایی برخورد دار بوده است.
این هم‌آورد، حساس‌ترین بازی فوتبال در کشور انگلیس است و همچنین در کنار هم‌آوردهای همانند ال‌کلاسیکوی اسپانیا، سوپرکلاسیکوی آرژانتین، دربی ایتالیانو، در کلاسیکر آلمان از حساس‌ترین بازی‌های فوتبال باشگاهی جهان بشمار می‌رود.
اماری که بر اساس سایت‌های رسمی در سال ۲۰۲۴ آمده است منچستر یونایتد از لحاظ جام پر افتخارترین تیم لیگ انگلستان است با ۶۸ جام کسب کرده دربرابر ۶۷ جام لیورپول اکثر منابع به دلیل نامعتبر بودن لیگ دسته دوم انگلیس ۴ جام چمپیونشیپ لیورپول و ۲ جام چمپیونشیپ منچستر یونایتد قابل محاسبه در جام رسمی لحاظ نمی‌کنند و قابل محاسبه در جام رسنی نیستند و لیورپول ۷۱ جام ندارد بلکه ۶۸ جام و منچستر یونایتد ۷۰ جام ندارد بلکه ۶۸ جام دارد.

## آمار
آخرین بروز رسانی: ۱۸ مارس ۲۰۲۴
| رقابت        | بردهای یونایتد | تساوی‌ها | بردهای لیورپول |
| ------------ | -------------- | ------- | -------------- |
| لیگ          | ۶۹             | ۵۱      | ۶۱             |
| جام اتحادیه  | ۲              | ۰       | ۳              |
| جام حذفی     | ۱۱             | ۴       | ۴              |
| لیگ اروپا    | ۰              | ۱       | ۱              |
| دیگر رقابت‌ها | ۱              | ۳       | ۲              |
| مجموع        | ۸۳             | ۵۹      | ۷۱             |

## افتخارات
تمامی افتخارات بر اساس اطلاعات سایت رسمی گل وplanet football می‌باشند جام چمپیونشیپ در مقایسه افتخارات دو تیم قابل محاسبه نیستند و جام سوپر کاپ لندن به دلیل حضور نداشتن منچستر و صرفاً یکسال برگزار شدن آن قابل محاسبه نیست
| لیورپول | رقابت                               | یونایتد |  |
| ------- | ----------------------------------- | ------- |  |
| داخلی   |                                     |         |  |
| ۲۰      | لیگ برتر                            | ۲۰      |  |
| ۸       | جام حذفی                            | ۱۳      |  |
| ۱۰      | جام اتحادیه                         | ۶       |  |
| ۱۶      | سوپر جام انگلستان                   | ۲۱      |  |
| ۵۴      | مجموع                               | ۶۰      |  |
|         |                                     |         |  |
| ۶       | لیگ قهرمانان اروپا                  | ۳       |  |
| ۳       | لیگ اروپا                           | ۱       |  |
| ۰       | جام برندگان جام اروپا (پایان یافته) | ۱       |  |
| ۴       | سوپر جام اروپا                      | ۱       |  |
| ۱       | جام باشگاه‌های فوتبال جهان           | ۱       |  |
| ۰       | جام بین قاره‌ای (پایان یافته)        | ۱       |  |
| ۶۸      | مجموع جام‌ها                         | ۶۸      |  |

## نگارخانه

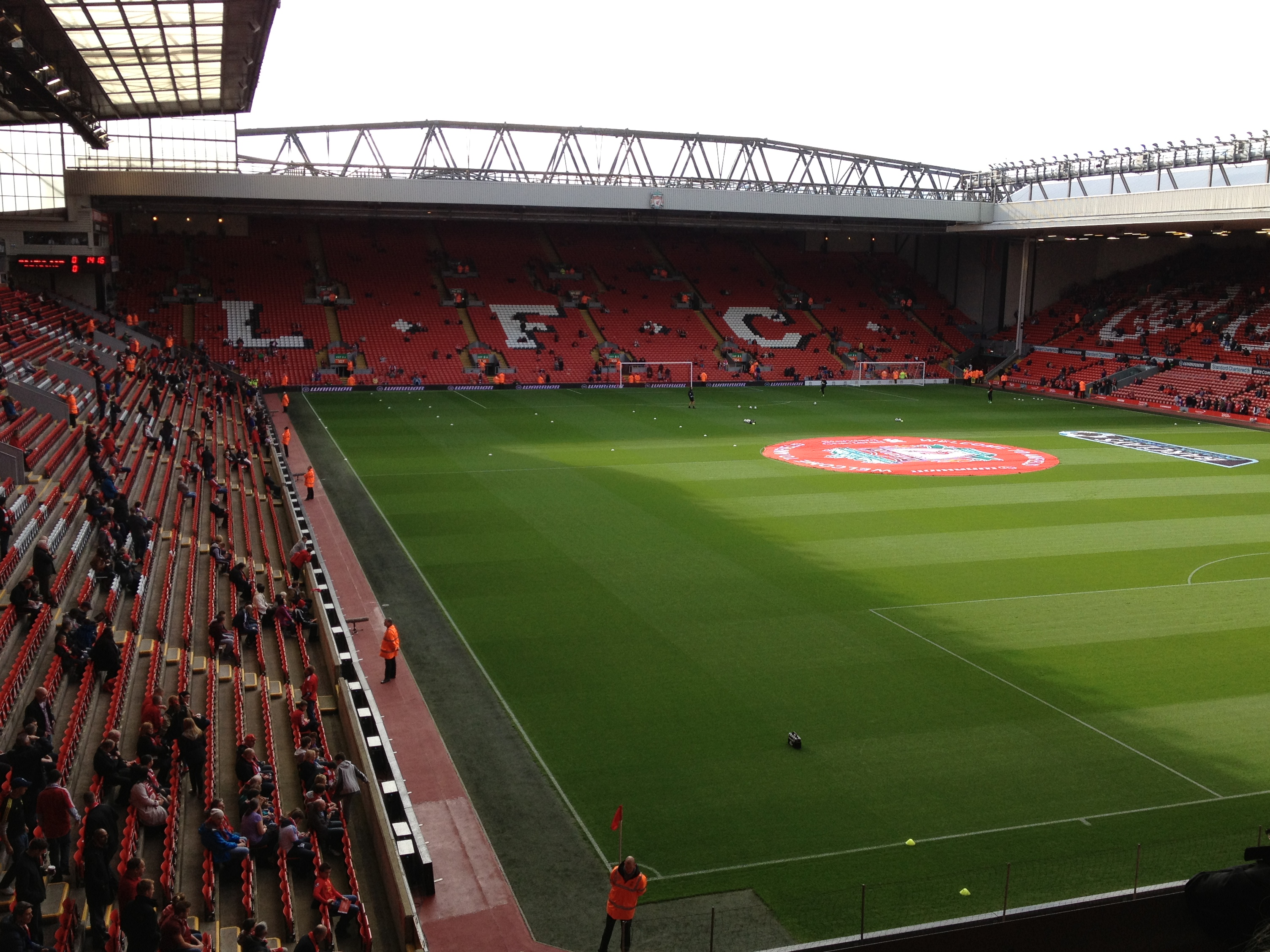
آنفیلد ، ورزشگاه خانگی تیم لیورپول
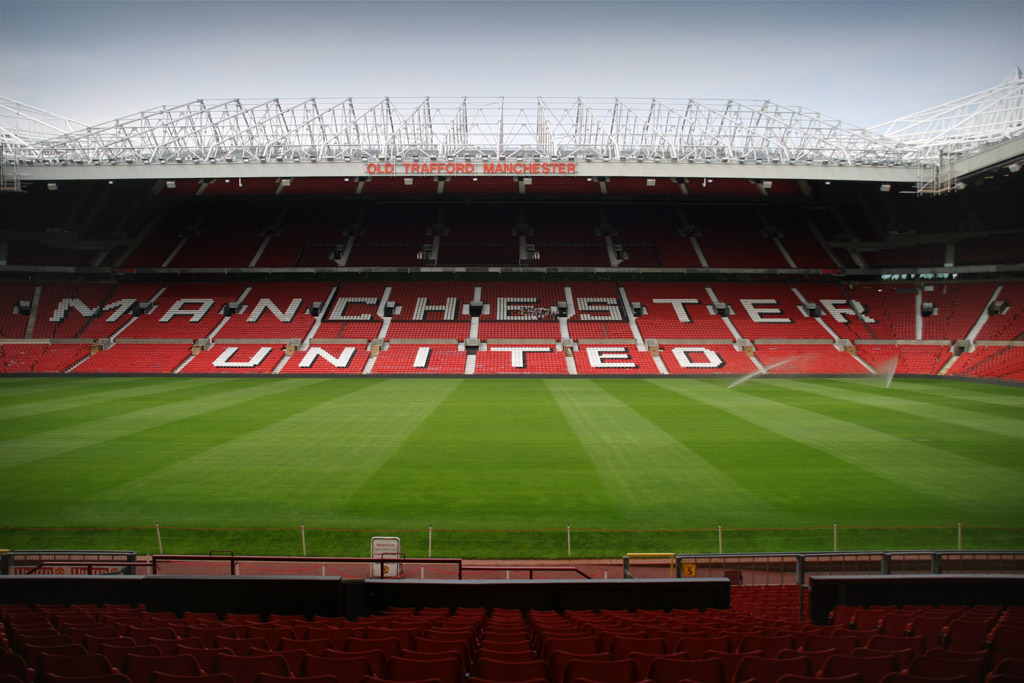
اولدترافورد ، ورزشگاه خانگی تیم منچستر یونایتد